# Tuncer Edil
Tuncer Edil (* 25. Juli 1945 in Konya) ist ein türkischstämmiger US-amerikanischer Bauingenieur, der sich auf Geotechnik spezialisiert hat und Professor an der University of Wisconsin–Madison ist.
Edil studierte in Istanbul (Master-Abschluss 1969) und wurde 1973 an der Northwestern University promoviert. Seit 1980 ist er Professor für Geotechnik an der University of Wisconsin-Madison. Er hat die US-amerikanische Staatsbürgerschaft.
Er befasste sich unter anderem mit der Verwendung industrieller Abfälle (wie Flugasche, geschredderte Autoreifen, aufbereiteten Asphalt- und Betonabfällen) in Straßenbau („grüne“ Highways) und Geotechnik und dem Verhalten von geotechnischen Materialien als Barriere gegen organische Stoffe. Daneben befasst er sich auch mit klassischen geotechnischen Themen wie Stabilität von Böschungen an Ufern und Erdrutschen, Reibung zwischen Boden und Bauwerken sowie bei Geokunststoffen (wie Geotextilien), Kompressibilität von Torf-Böden und Recycle-Materialien und Müll mit hohem Wassergehalt.

## Auszeichnungen
- 2013 erhielt er den Terzaghi Award.